# (73112) 2002 GE43
(73112) 2002 GE43 – planetoida z pasa głównego asteroid okrążająca Słońce w ciągu 3,24 lat w średniej odległości 2,19 j.a. Odkryta 4 kwietnia 2002 roku.